# Iramaia
Iramaia este un oraș în statul Bahia (BA) din Brazilia.